# Jászárokszállás
Jászárokszállás – miasto na Węgrzech, w Komitacie Jász-Nagykun-Szolnok, w powiecie Jászberény.